# Cratere Schumacher
Schumacher è un cratere lunare di 61,31 km situato nella parte nord-orientale della faccia visibile della Luna.